# セントラル・スタジアム (エカテリンブルク)
セントラル・スタジアム（ロシア語: Центральный стадион, - Tsentralnyi Stadion）もしくはエカテリンブルク・アリーナは、ロシア・スヴェルドロフスク州・エカテリンブルクに所在する多目的スタジアム。同国最古のサッカークラブFCウラル・スヴェルドロフスク・オブラストのホームスタジアム。2018年開催のFIFAワールドカップ開催会場であり同国最東端に位置する。
もともとは自転車競技場であり、またスピードスケートとしての開催が多く、1959年に世界女子スピードスケート選手権大会が開催された。2017年に全面屋根付きのサッカー専用スタジアムとして改修された。W杯ではゴール裏に仮設スタンドを設け、大会後に撤去された。

## 主なイベント

### サッカーの国際試合
| 日付           |            | 結果  |                |
| -------------- | ---------- | ----- | -------------- |
| 2012年09月06日 | ロシアU-21 | 4 - 1 | ポーランドU-21 |
| 2012年09月10日 | ロシアU-21 | 2 – 2 | モルドバU-21   |
| 2012年10月16日 | ロシアU-21 | 2 - 2 | チェコU-21     |

## ギャラリー

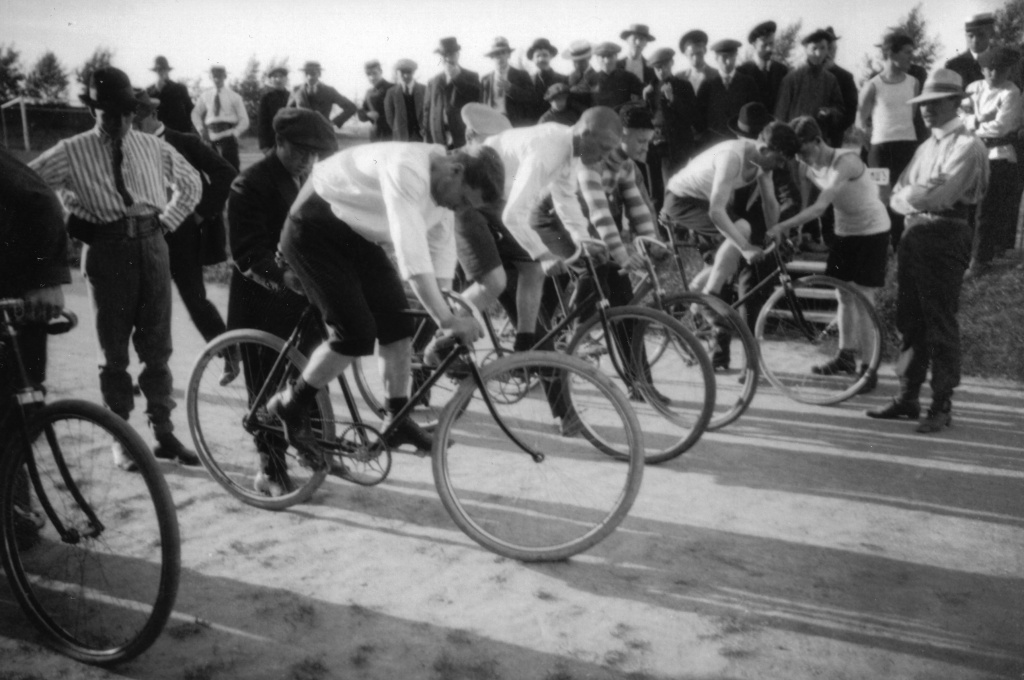
自転車競技場だった頃のセントラルスタジアム (1913年撮影)
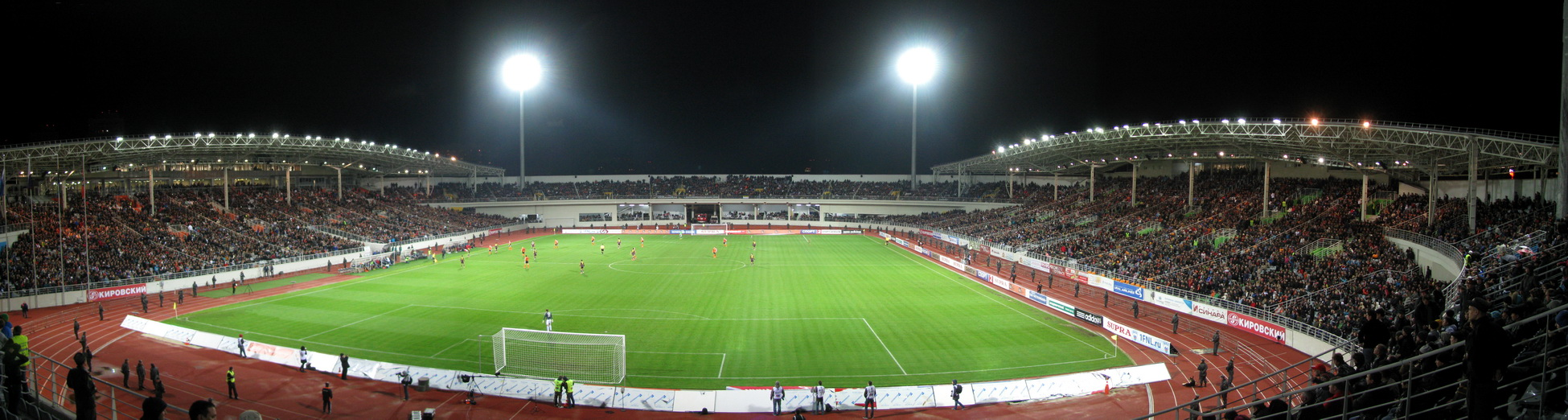
グラウンド/スタンド(2012年)
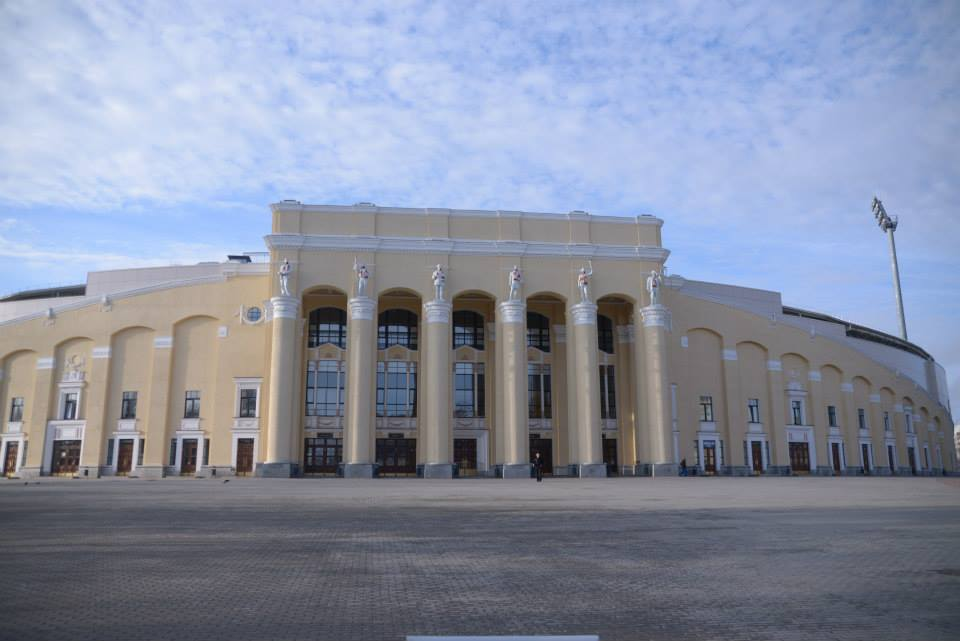
2017年再建前のスタジアム
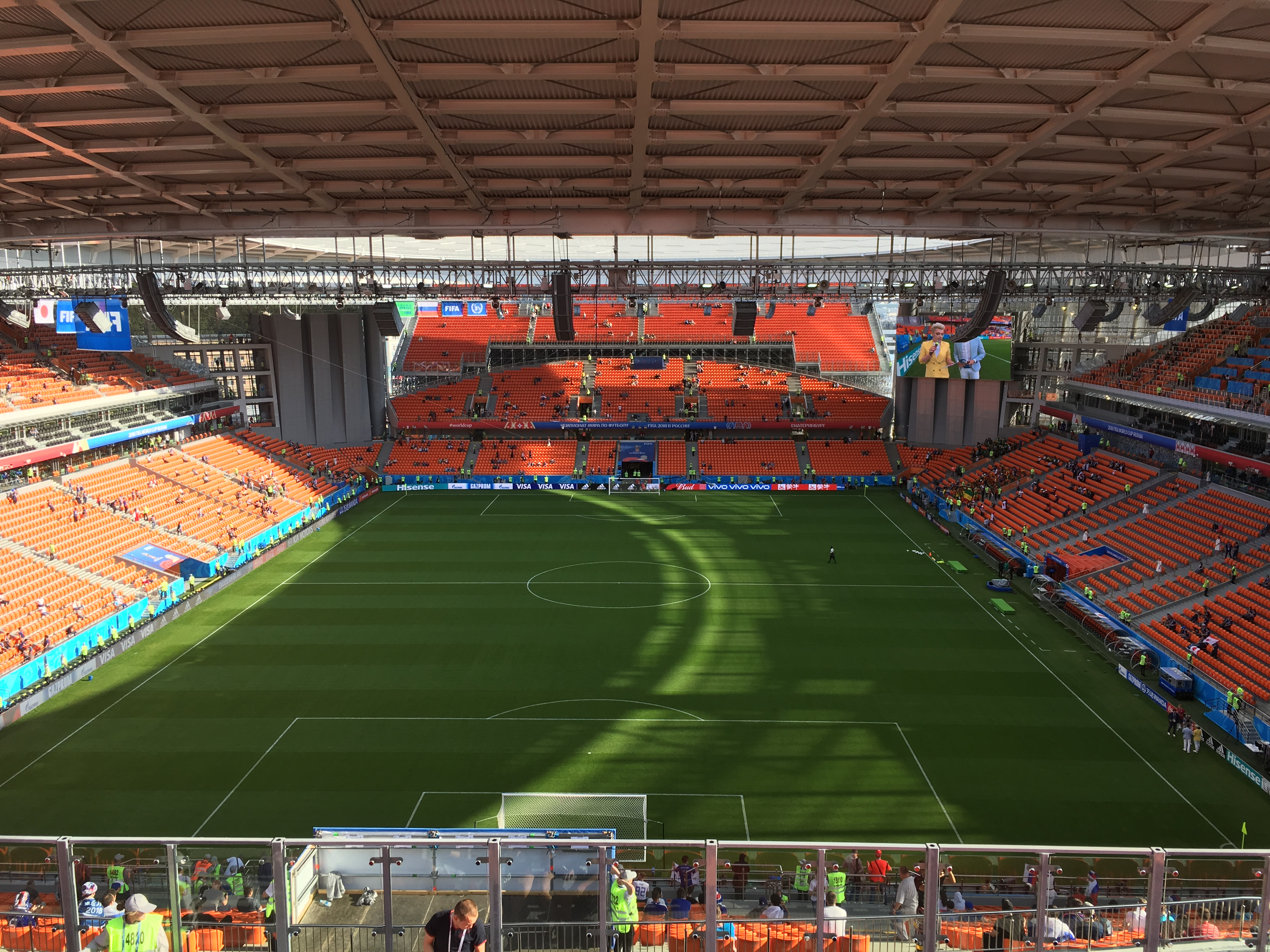
グラウンド/スタンド(2018年W杯時点)
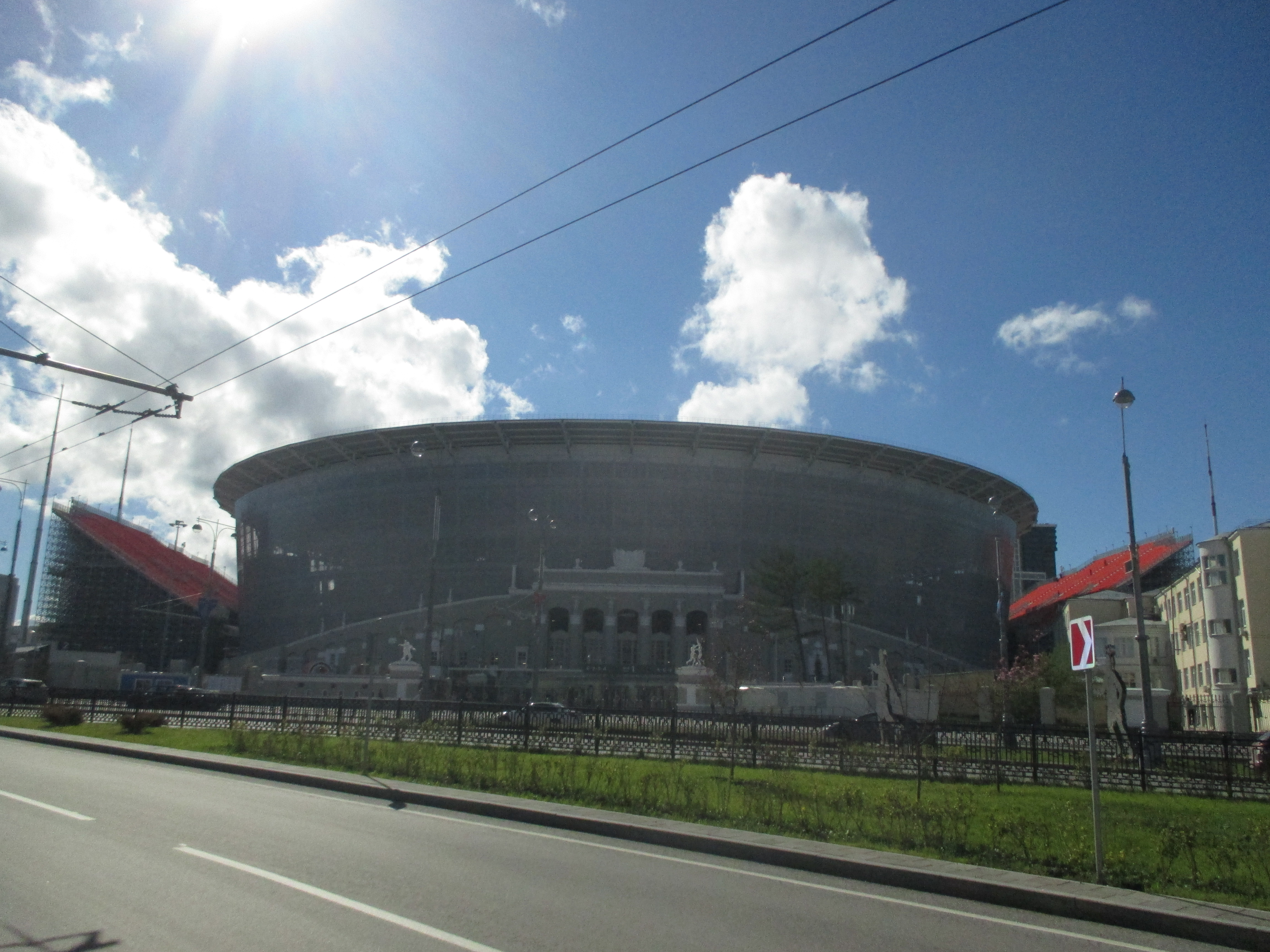
2018年W杯時の外観:仮設スタンド設置

## 2018 FIFAワールドカップ
| 開催日  | 時間(UTC+5) | チーム#1 | 結果 | チーム#2     | ラウンド | 観衆   |
| ------- | ----------- | -------- | ---- | ------------ | -------- | ------ |
| 6月15日 | 17:00       | エジプト | 0–1  | ウルグアイ   | Group A  | 27,015 |
| 6月21日 | 20:00       | フランス | 1–0  | ペルー       | Group C  | 32,789 |
| 6月24日 | 20:00       | 日本     | 2–2  | セネガル     | Group H  | 32,572 |
| 6月27日 | 19:00       | メキシコ | 0–3  | スウェーデン | Group F  | 33,061 |

## アクセス
- エカテリンブルクの中心駅・エカテリンブルク駅の近くЖелезнодорожный вокзалから48番バスに乗り、Институт Связиで下車。そこから徒歩約5分（0.4km）[11]。